# 孟元陽
孟元阳（8世纪—814年），唐朝将领。
孟元阳是起陈许军人出身，勤于公务，善于部署。曲环为节度使，孟元阳担任大将。曲环派他屯田西华，盛夏穿着草鞋站立稻田中，等待服役的人回去了他才回到住处，故当年丰收，军中足食。曲环去世后，吴少诚攻许州，孟元阳守城有功。韩全义战败，他和神策都将苏元策、宣州都将王干在溵水打败叛军二千多人。诏拜陈州刺史、御史大夫。唐宪宗元和初年迁河阳节度使、检校尚书，元和五年（810年）转任检校右仆射、昭义节度使，入朝为右羽林统军，封赵国公。官至左金吾卫大将军。元和九年去世，追赠扬州大都督。

## 延伸阅读
[在维基数据编辑]
 《舊唐書/卷151》，出自刘昫《舊唐書》
 《新唐書·卷170》，出自《新唐書》